# Zamek w Ossolinie
Zamek w Ossolinie – zamek, który znajdował się w Ossolinie, w powiecie sandomierskim, zbudowany w 1633 przez Jerzego Ossolińskiego, wojewodę sandomierskiego. Wysadzony w powietrze w 1816 roku i ostatecznie rozebrany w 1944 roku.

## Historia
Pierwszą rycerską warownię na cyplu odciętym wąwozem zbudował w 2 poł. XIV lub w XV wieku ród Toporczyków. Obiekt ten wzmiankowany był w 1456 przez Jana Długosza jako praedium unicum militare. Być może fundatorem zamku był protoplasta rodu Ossolińskich i bliski współpracownik króla Jagiełły Jaśko z Balic herbu Topór (zmarły w 1396 roku, syn Nawoja z Przegini) lub jego syn kasztelan radomski Jan z Ossolina (zm. 1436), natomiast rozbudował go drugi syn Jaśka z Balic kasztelan wiślicki Mikołaj Ossoliński, zmarły w 1459 roku. Po Mikołaju właścicielem zamku został trzeci z braci Andrzej z Ossolina i Balic, zmarły w 1488 roku. Kolejnymi właścicielami byli jego synowie Jan, Prokop, Paweł. W połowie XVI wieki w posiadaniu syna Pawła, Hieronima Ossolińskiego (zm. 1576). W 1564 wzmiankowano arx. Następnie własność jego syna Jana Zbigniewa Ossolińskiego zmarłego w 1623 r. Ossolin był centrum klucza majątkowego Toporczyków, którzy w XVI wieku przyjęli swoje nazwisko od nazwy wsi.   
W 1621 roku zamek otrzymał od ojca Jerzy Ossoliński, który w latach 1633-1640 na miejscu starej warowni polecił zbudować nowy zamek na planie czworoboku. Zamek składał się z czterech skrzydeł, otaczających niewielki dziedziniec. Skrzydła miały po trzy kondygnacje. Od strony wjazdu wznosiła się cylindryczna wieża, w której na jednym z pięter znajdowała się kaplica zamkowa. Być może wieża była pozostałością starszego średniowiecznego zamku. Obok wieży znajdował się sklepiony wjazd na dziedziniec. Zarówno wieża jak i zamek były zwieńczone attyką. Zamek otaczał mur obronny biegnący wzdłuż krawędzi wzgórza. Do zamku prowadził most arkadowy oraz wolnostojący budynek bramny zwieńczony attyką. Po drugiej stronie wąwozu znajdowały się zabudowania gospodarcze przedzamcza otoczone osobnym murem, wieżą bramną zwieńczoną hełmem i zewnętrznymi umocnieniami bastionowymi. Być może dekoracje zamku przypominały elewacje kaplicy Loretańskiej w Gołębiu i pałacu Ossolińskich w Warszawie, która była innymi fundacjami Jerzego Ossolińskiego. Po śmierci Jerzego Ossolińskiego, jego córka Teresa wniosła zamek do majątku swojego męża Zygmunta Denhoffa (zm. 1655). Przypuszczalnie zamek nie został złupiony w czasie Potopu szwedzkiego. Od synów Teresy i Zygmunta zamek kupił w 1673 Teodor Denhoff, który przekazał go swojemu synowi Franciszkowi Teodorowi Denhoffowi (zm. 1696).  Inwentarze rejestrowały, że wnętrza zamku były ozdobione stropami ramowymi oraz obrazami wzorowanymi na cyklu sześciu akwafort Stefano della Belli, przedstawiające wjazd do Rzymu kanclerza Jerzego Ossolińskiego w 1633 r. W 1711 roku wzmiankowano, że w mieszczącej się w wieży kaplicy na zamku w Ossolinie nie było ołtarza, lecz jedynie mały, prosty krucyfiks. W 1 połowie XVIII wieku w wyniku częstych zmian właścicieli zamek zaczął podupadać, ponieważ ich główne siedziby mieściły się w innych miejscach. W 1731 zamek stał się własnością Zygmunta Lubomirskiego.  
W 1732 roku wg opisu autorstwa stolnika Benedykta Mikulowskiego zamek był już coraz bardziej podupadającą budowlą ze zniszczonym dachem i w większości nie posiadał już okien, drzwi i pieców, a o jego dawnej świetności świadczyły już tylko marmurowe podłogi i stoły, herby, zachowane obrazy w złocistych ramach i zniszczone malowidła na sufitach. W 1743 roku właścicielem zamku został Józef Potocki. W 1755 roku obiekt wrócił do Ossolińskich, gdy kupił go od wdowy po Potockim podskarbi Franciszek Maksymilian Ossoliński (zm. 1756). Zamek próbował uratować przed ostateczną rujnacją Józef Kanty Ossoliński, wzmacniając wysokimi przyporami mury zamkowe oraz remontując najlepiej zachowane fragmenty mieszkalne. Po jego śmierci w 1780 roku od jego syna Ossolin kupił Franciszek Ledóchowski. 
Po jego śmierci w 1783 roku zamek objął jego syn Antoni Ledóchowski i on to w 1816 kazał wysadzić zamek w powietrze, przypuszczalnie w nadziei odnalezienia rzekomych skarbów. Po wybuchu po zamku pozostała cylindryczna wieża z zachowaną fragmentarycznie attyką, most i brama mostowa. W lutym 1818 roku Antoni przekazał dobra ossolińskie wraz z ruinami swojemu synowi, weteranowi wojen napoleońskich, Ignacemu Ledóchowskiemu, w 1831 roku dowódcy obrony Twierdzy Modlin podczas Powstania listopadowego. W tym czasie ruiny stały się źródłem  materiału budowlanego, najpierw dla Ledóchowskiego przebudowującego pałac w Górkach, a potem dla okolicznej ludności. W 1833 roku Ignacy Ledóchowski sprzedał dobra ossolińskie. Po śmierci Feliksa Ossolińskiego w 1864 roku, właścicielem dóbr został jego syn Jerzy Wiktor Ossoliński. W 1901 roku dobra Ossolin z 30 włókami kupił od niego Michał Karski z Włostowa, z rodziny rywalizującej w tym czasie z Ledóchowskimi na Sandomierszczyźnie. Michał Karski na terenie zamku w latach 20. XX wieku uruchomił gorzelnię. 
Ostatecznie ruiny przestały istnieć w 1944 roku, gdy Niemcy postrzegając wieżę jako potencjalny punkt obserwacyjny, wysadzili ją w powietrze, a resztki murów rozebrano w celu utwardzenia przeprawy dla czołgów. Od tego czasu jedyną pozostałością zamku jest tylko samotna arkada mostu. W 2019 roku teren zamkowy uporządkowano.

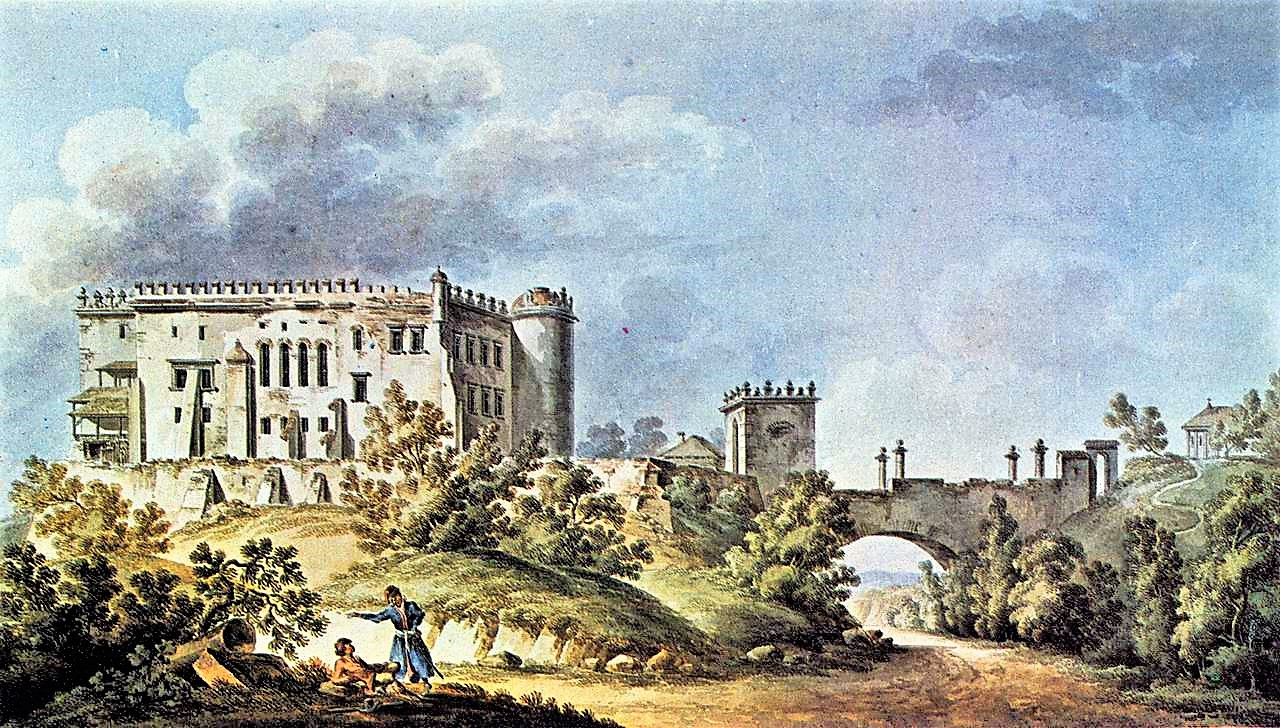
Zamek w Ossolinie od zachodu w 1794 roku. Akwarela Zygmunta Vogla
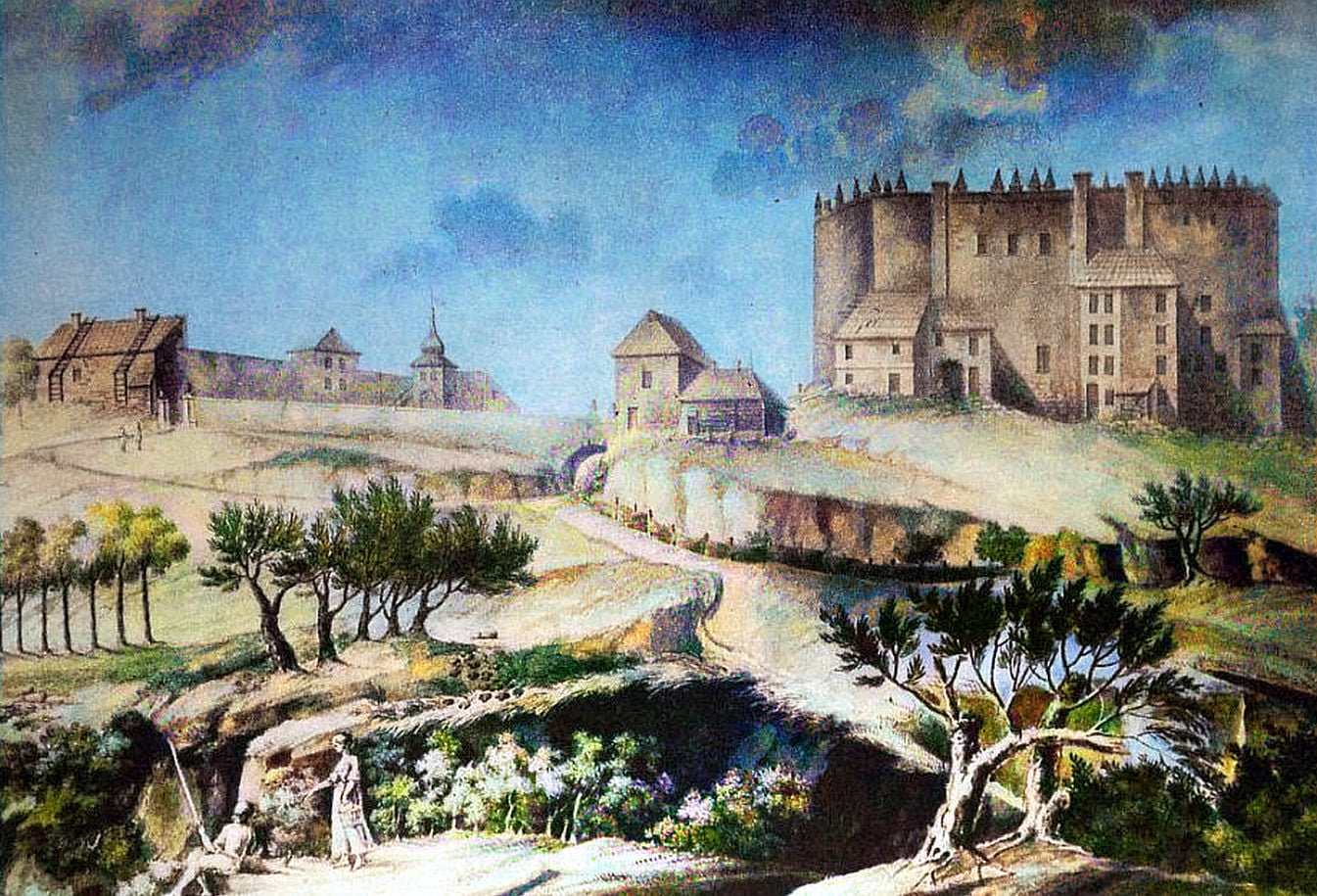
Zamek w Ossolinie od wschodu w 1794 r., rys. J.Klauzmont
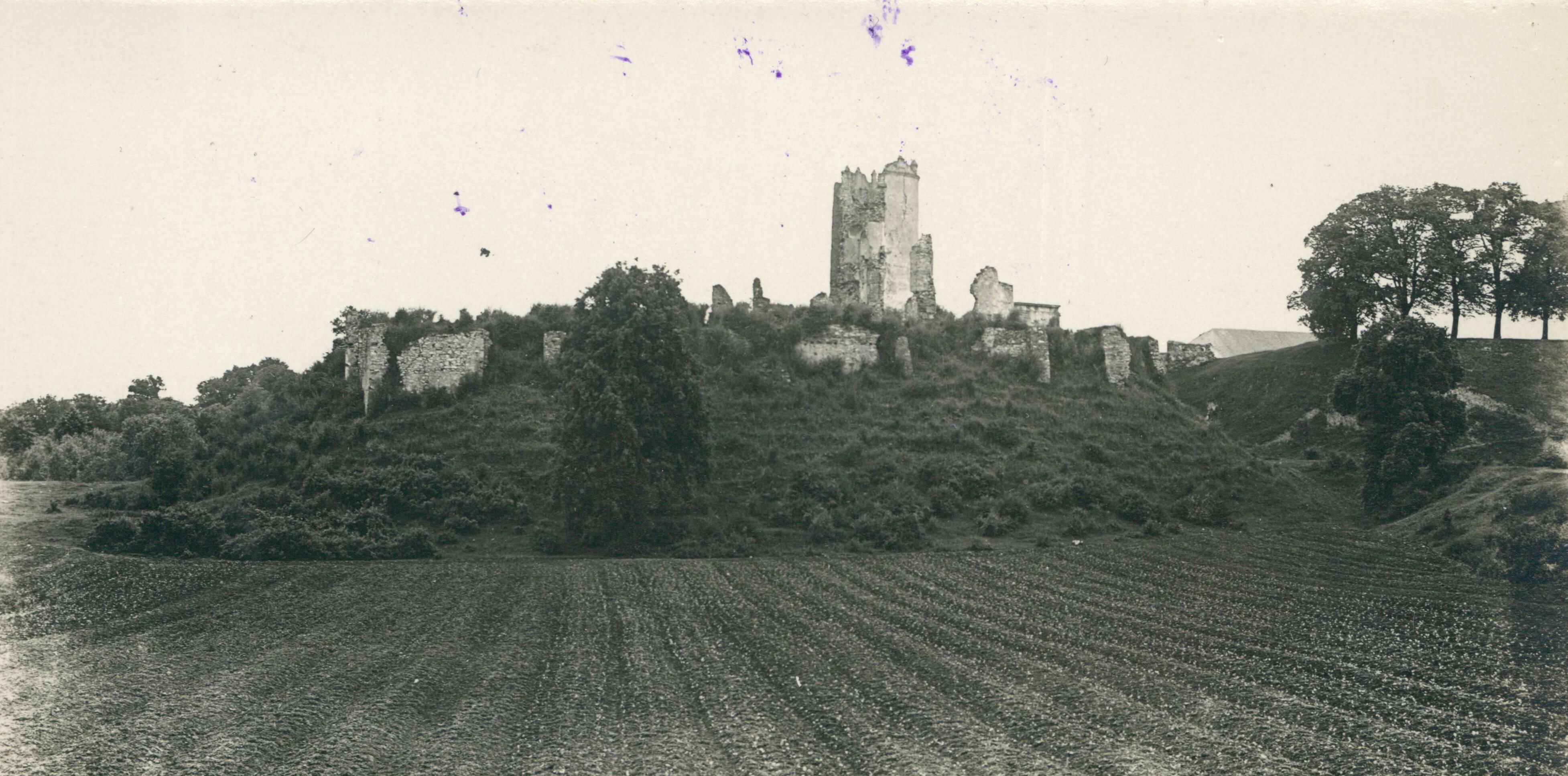
Ruiny zamku około 1920–1929